# Nikki Benz
Nikki Benz (Mariupol, Ucrânia - 11 de dezembro de 1981) é o nome artístico de Alla Montchak, atriz e diretora de filmes pornográficos ucraniana radicada no Canadá. É conhecida sobretudo por seus enormes seios - decorrente de dois implantes - fetiche esse focalizado em quase todas as suas cenas.

## Biografia
Nasceu na Ucrânia mudando-se ainda criança para Toronto, Canadá. Iniciou sua carreira aos 18 anos como modelo e logo depois como dançarina erótica. Entrou na industria pornográfica pouco antes de completar 21 anos, em 2002.
Já foi contratada das produtoras "Pleasure Productions", "Jill Kelly Productions", da também atriz Jill Kelly, e da "TeraVision", dos atores Evan Seinfeld e Tera Patrick. Após disputas com a "TeraVision", Nikki desfez seu contrato em 2007.
Destaca-se por suas inúmeras cenas para sites pornográficos. Entre eles, Brazzers, Naughty America, Reality Kings e Mofos Network.
No início de sua carreira, raramente fazia sexo anal ou algum outro gênero de sexo considerado mais hardcore, como Dupla penetração, Ass to Mouth ou cenas contendo Creampie, algo que começou a mudar a partir de 2014, ano em que realizou sua primeria cena de Sexo inter-racial com anal.

## Política
Em maio de 2014, ela anunciou sua candidatura a prefeitura da cidade de Toronto, no entanto sua indicação não foi aceita porque sua carteira de motorista estava vencida.

## Prêmios
| Ano  | Prêmio           | Resultado | Categoria                                  | Nota | Fonte  |
| ---- | ---------------- | --------- | ------------------------------------------ | ---- | ------ |
| 2011 | Penthouse        | Venceu    | Pet of the Year                            | —    | [ 8 ]  |
| 2011 | Nightmoves Award | Venceu    | Best Feature Entertainer (Editor's Choice) | —    | [ 9 ]  |
| 2012 | Nightmoves Award | Venceu    | Best Feature Entertainer (Fan's Choice)    | —    | [ 10 ] |
| 2015 | XBIZ Award       | Venceu    | Crossover Star of the Year                 | —    | [ 11 ] |
| 2016 | AVN Award        | Venceu    | Hall of Fame                               | —    | [ 12 ] |